# دولروتفلد
دولروتفلد (به آلمانی: Dollrottfeld) یک شهر  در آلمان است که در اشلسویگ-فلنسبورگ واقع شده‌است. دولروتفلد ۲۷۱ نفر جمعیت دارد.